# Zygmunt Najgebauer
Zygmunt Najgebauer (ur. 5 lutego 1911, zm. 24 marca 1977) – doktor nauk prawnych, sędzia.

## Życiorys
Studia prawnicze ukończył na Uniwersytecie Mikołaja Kopernika w Toruniu. Stopień doktora nauk prawnych uzyskał w 1967 roku na tej samej uczelni, po obronie rozprawy doktorskiej na temat ławników ludowych w procesie karnym.
Do 1948 roku służył w Wojsku Polskim w stopniu porucznika. Następnie pracował na kierowniczych stanowiskach w administracji państwowej.
Od sierpnia 1957 roku rozpoczął pracę w wymiarze sprawiedliwości. Pełnił obowiązki wiceprezesa Sądu Powiatowego w Aleksandrowie Kujawskim, a następnie był sędzią w Toruniu. W okresie prac Komisji Kodyfikacyjnej był delegowany do Ministerstwa Sprawiedliwości.
Uczestniczył w pracy społecznej w Zrzeszeniu Prawników Polskich oraz Okręgowej Komisji Badania Zbrodni Hitlerowskich.
Za działalność społeczną i zawodową był odznaczony Srebrnym i Złotym Krzyżem Zasługi, Odznaką Grunwaldzką i innymi odznaczeniami.

## Publikacje
Dr. Zygmunt Najgebauer poświęcił swoje zainteresowania zawodowe prawu karnemu. W czasopismach prawniczych ogłosił wiele artykułów, komentarzy i przeglądów orzecznictwa w sprawach gospodarczych.
W dorobku naukowym posiadał trzy tomową „Bibliografię prawa i postępowania karnego”, którą napisał wraz z prof. dr hab. Feliksem Prusakiem.
Śmierć przerwała mu pracę nad czwartym tomem tej bibliografii.